# Giovanni Verga

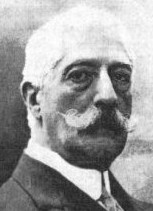
Giovanni Verga

Giovanni Verga (* 2. September 1840 in Catania, Sizilien; † 27. Januar 1922 ebenda) war ein italienischer Schriftsteller und einer der Hauptvertreter des Verismus, des italienischen Naturalismus. Seine Hauptwerke sind die Romane Die Malavoglia (1881) und Mastro-Don Gesualdo (1889) sowie die Novellensammlungen Landleben (1880) und Bauernnovellen (1883).

## Leben
Giovanni Verga war der älteste Sohn von Giovanni Battista Verga und dessen Ehefrau Caterina di Mauro und entstammte einer wohlhabenden Familie Siziliens. Mit elf Jahren wurde Verga von seinem Verwandten Antonio Abate, einem Schriftsteller und Revolutionär des Risorgimento, aufgenommen. Dessen Patriotismus als ehemaliger Carbonaro, aber auch sein Cousin Domenico Catorina, beeinflussten ihn nach eigener Aussage sehr.
Verga begann Rechtswissenschaft an der Universität Catania zu studieren, doch konnte er bereits während dieses Studiums mit seinem ersten Roman Amore e patria erfolgreich debütieren. Dies veranlasste ihn sein Studium abzubrechen und nur noch als Schriftsteller zu arbeiten. Nach längeren Vorarbeiten entstand 1861 der historische Roman I Carbonari della montagna und 1863 der Roman Sulle lagune.
1920 wurde er zum Senator des Königreichs Italien ernannt. Außerdem war er Commendatore (Komtur) des Ritterordens der hl. Mauritius und Lazarus und Ufficiale (Offizier) des Ordens der Krone von Italien.

## Werk
Vergas literarisches Schaffen folgt einer unverfälschten Darstellung des Wahrgenommenen und gab diesem Stil den Namen Verismus („vero“ – „wahr“); mit Luigi Capuana war Verga einer der wichtigsten Vertreter. Im Gegensatz zum Naturalismus in der französischen Literatur (beispielsweise Émile Zolas Rougon-Macquart-Zyklus) zeichnet sich der Verismus durch eine pessimistische Anthropologie und eine Weltsicht ohne Mythologisierung aus.
Vergas Debüt Amore e patria sowie sein zweiter Roman I carbonari della montagna thematisieren den Kampf der Carbonari gegen die Herrschaft Napoléons bzw. seines Vertreters vor Ort, des Marschalls von Frankreich, Joachim Murat. Der Roman Sulle lagune beschäftigt sich mit den sentimentalen Verwicklungen eines österreichischen Besatzungsoffiziers und einer jungen venezianischen Frau. Nebenbei wird auf dramatische Weise der Beginn der Unabhängigkeit Italiens erwartet.
In Romanen wie Nedda rückt das bäuerliche Sizilien in den Blickpunkt des catanesischen Schriftstellers. Erst mit seinen in den 1880er Jahren verfassten Novellensammlungen Vita dei campi (1880) und Novelle rusticane (1883) schaffte Verga seinen literarischen Durchbruch. Seine Novelle Cavalleria rusticana wurde in der Opernadaption von Pietro Mascagni zu einem großen Publikumserfolg.
Mit I vinti (Die Besiegten) begann Verga einen episch breiten, auf fünf Teile angelegten Romanzyklus, von dem aber nur die ersten beiden Bände I Malavoglia und Mastro-Don Gesualdo zur Veröffentlichung gelangten. Von dem Folgeroman La duchessa di Leyra existiert lediglich ein erstes Kapitel; L’onorevole Scipione und L’uomo di lusso sind gänzlich Projekt geblieben.
Seine naturalistische Betrachtungsweise wird auch bei den Krankheitsdarstellungen in Novellen wie Malaria (1883) und Quelli del coléra (1884) sowie im Roman Mastro-Don Gesualdo deutlich.

## Werke und Übersetzungen

### Romane (Auswahl)
- Eva, 1873
  - Eva. Ins Deutsche übertragen von Mizi Stein. H. Dominicus, Prag 1897 (Google Books).
- Eros, 1875
  - Eros. Aus dem Italienischen übersetzt von Hans von Vintler. Triester Zeitung, Triest 1876 (Google Books).
  - Eros. Roman. Aus dem Italienischen übersetzt von H. Katz. Hillger, Berlin 1898.
- Tigre reale, 1875
  - Königstigerin. Autorisierte Übersetzung aus dem Italienischen von Katharina Breuning. Engelhorn, Stuttgart 1897 (Google Books).
- I Malavoglia,1881
  - Die Familie Malavoglia: Sizilianische Fischer. Roman. Ins Deutsche übertragen von Charlotte Sauer. Heyne, Dresden 1940.
  - Die Malavoglia. Eine Geschichte von sizilianischen Fischern. Übersetzt und mit einem Nachwort versehen von René König. Büchergilde Gutenberg, Zürich 1945. Suhrkamp, Frankfurt am Main 1988. Insel, Frankfurt a. M. 2001.
  - Die Malavoglias. Eine sizilianische Dorfgeschichte. Übersetzt aus dem Italienischen von Ruth Macchi. Aufbau, Berlin 1953.
  - Die Malavoglia. Roman. Aus dem Italienischen neu übersetzt von Anna Leube. Mit einem Nachwort von Roberto Saviano. Klaus Wagenbach, Berlin 2022, ISBN 978-3-8031-3346-5.
- Il marito di Elena („Elenas Gatte“), 1882
  - Ihr Gatte. Roman. Autorisierte Bearbeitung nach dem Italienischen von Isolde Kurz. Engelhorn, Stuttgart 1885 (Google Books).
- Mastro-Don Gesualdo, 1889
  - Meister Motta. Roman. Aus dem Italienischen von Adele Berger. Otto Janke, Berlin 1894 (Google Books).
  - Don Gesualdo. Übersetzt aus dem Italienischen von Charlotte Sauer. Aufbau, Berlin 1955. Weltbild, Augsburg 2005.
  - Mastro-Don Gesualdo. Roman. Aus dem Italienischen übertragen von Marlis Ingenmey. Droste, Düsseldorf 1960. Wagenbach, Berlin 1998.
- Dal tuo al mio, 1906
  - Erst mein, dann dein. Roman. Autorisierte Übersetzung von Josephine Kunkel. Reclam, Leipzig 1907.

### Novellen (Auswahl)
- Nedda, 1874
- Vita dei campi („Landleben“), 1880, Sammlung mit u. a. Rosso Malpelo (Rotfuchs, Der Rotschopf) und Cavalleria rusticana (Bauernehre)
  - Landleben. Sizilianische Novellen. Aus dem Italienischen übersetzt und mit einem Nachwort von Dorothea Zeisel. Reclam, Stuttgart 2013, ISBN 978-3-15-002014-2.
- Novelle rusticane („Bauernnovellen“),1883, Sammlung mit u. a. Pane nero (Schwarzbrot, Trockenes Brot) und Libertà (Freiheit)
- Per le vie, 1883, Sammlung
  - Auf den Straßen. Szenen aus dem Mailänder Alltagsleben. Aus dem Italienischen von Gesa Schröder. Insel, Frankfurt a. M. 2000, ISBN 978-3-458-34338-7.

- Vagabondaggio, 1887, Sammlung
- Don Candeloro e C.i, 1894, Sammlung

Folgende Übersetzungen bieten jeweils eine Auswahl von Novellen, die aber nicht direkt einem Verga’schen Sammelband entspricht:
- Rothfuchs, Heiligenkrieg, Die Habe, Was ein König ist, Tingel-Tangel-Künstler. In: Sonnenbrut. Kopien realistischer Bilder aus der neuesten italienischen Novellistik von Woldemar Kaden. E. Pierson, Dresden 1887, S. 171–267 (Google Books).
- Sicilianische Dorfgeschichten. Deutsch von Otto Eisenschitz. E. Pierson, Dresden 1895 (Google Books).
- Sizilianische Geschichten. Berechtigte Übertragung von Bettina Seipp. Insel, Leipzig 1940.
- Sizilianische Bauernehre. Novellen. Deutsche Bearbeitung von Liselotte Wohlfahrt. Greifenverlag, Rudolstadt 1953.
- Trockenes Brot. Sizilianische Geschichten. Aus dem Italienischen von Vladimiro Macchi. Röth, Kassel 1954.
- Sizilianische Novellen. Ins Deutsche übertragen von Hannelise Hinderberger. Büchergilde Gutenberg, Zürich 1954.
- Meisternovellen. Aus dem Italienischen übersetzt von Rolf Schott. Manesse, Zürich 1955.
- Grausames Sizilien. Novellen. Aus dem Italienischen von Margarete Steinhoff und Irmgard Nickel. Dieterich, Leipzig 1975.

## Verfilmungen
- 1916 – Tigre reale – Regie: Giovanni Pastrone – Stummfilm nach dem gleichnamigen Roman
- 1948 – Die Erde bebt (La terra trema) – Regie: Luchino Visconti – nach dem Roman "I Malavoglia"
- 1953 – Die Wölfin von Kalabrien (La lupa) – Regie: Alberto Lattuada – nach der gleichnamigen Novelle
- 1953 – Sizilianische Leidenschaft (Cavalleria rusticana) – Regie: Carmine Gallone – nach der gleichnamigen Oper
- 1993 – Zeffirellis Spatz (Storia di una capinera) – Regie: Franco Zeffirelli – nach dem gleichnamigen Roman
- 1969 – L'amante di Gramigna – Regie: Carlo Lizzani – nach der gleichnamigen Novelle

## Weiteres
Die Casa Museo Giovanni Verga in Catania ist ein Literaturmuseum im Geburtshaus Giovanni Vergas. Es befindet sich in dem Gebäude, in dem Verga seine Kindheit verbrachte und später im Kreis seiner Familie lebte. Im Bibliothekszimmer befindet sich Vergas umfassende Privatbibliothek. In Vitrinen sind Kopien von Vergas Manuskripten zu sehen, die Originale werden in der Universitätsbibliothek von Catania verwahrt.